# 曼斯頓鎮區 (明尼蘇達州威爾金縣)
曼斯頓鎮區（英語：Manston Township）是位於美國明尼蘇達州威爾金縣的一個行政鎮區。

## 地方資料
曼斯頓鎮區的面積為93.41平方千米，皆為陸地。根據2020年美國人口普查的數據，當地共有人口41人，而人口密度為每平方千米0.44人。